# Zlatý míč 1974
Zlatý míč, cenu pro nejlepšího fotbalistu Evropy dle mezinárodního panelu sportovních novinářů, v roce 1974 získal nizozemský fotbalista Johan Cruijff. Šlo o devatenáctý ročník ankety, organizoval ho časopis France Football a výsledky určili sportovní publicisté z 26 zemí Evropy.

## Pořadí

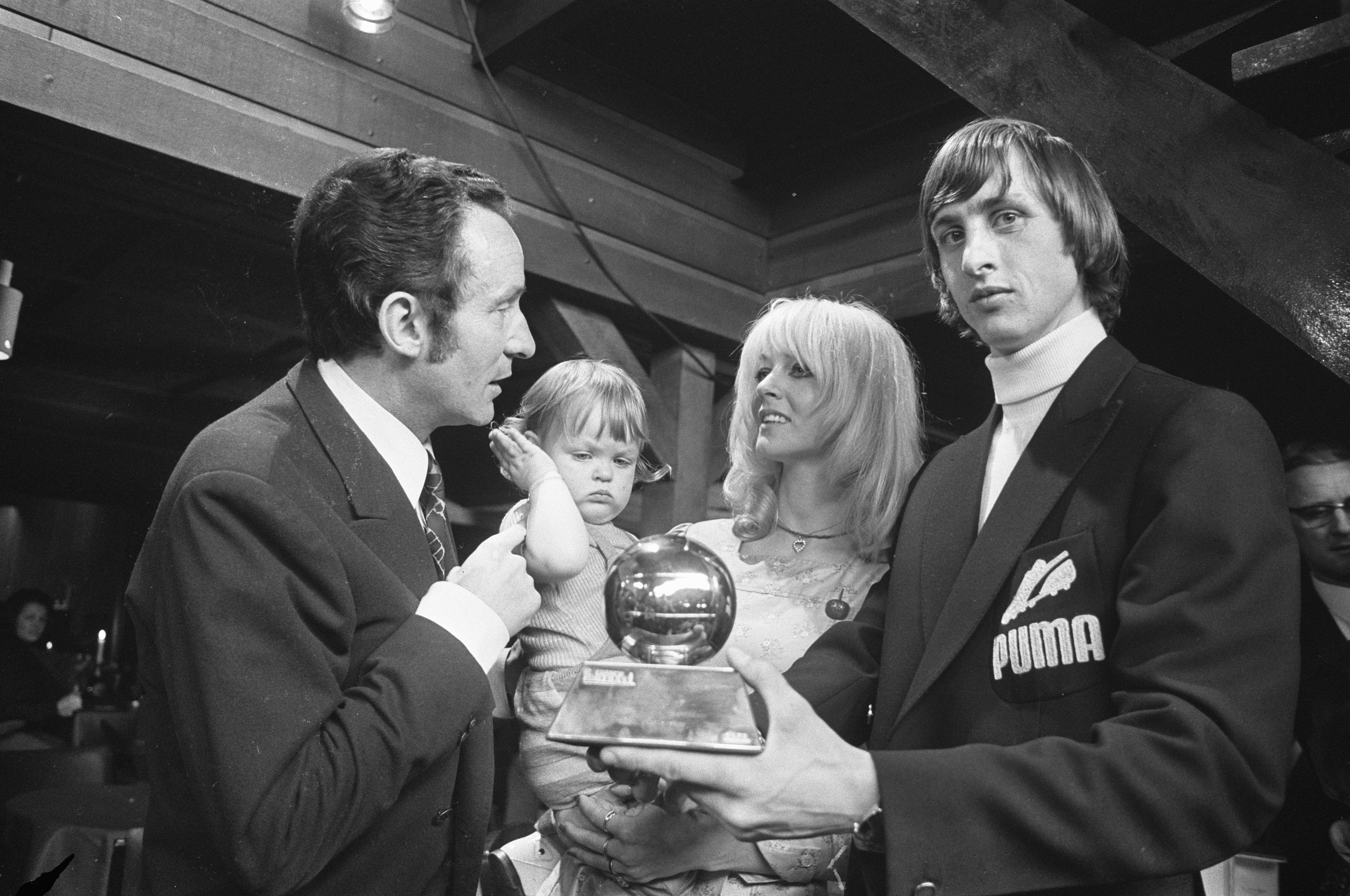
Johan Cruyff se zlatým míčem za rok 1971

| Pořadí | Hráč              | Reprezentace     | Kluby                    | Body |
| ------ | ----------------- | ---------------- | ------------------------ | ---- |
| 1      | Johan Cruijff     | Nizozemsko       | Ajax Amsterdam           | 116  |
| 2      | Franz Beckenbauer | Západní Německo  | Bayern Mnichov           | 105  |
| 3      | Kazimierz Deyna   | Polsko           | Legia Varšava            | 35   |
| 4      | Paul Breitner     | Západní Německo  | Bayern Mnichov           | 32   |
| 5      | Johan Neeskens    | Nizozemsko       | FC Barcelona             | 21   |
| 6      | Grzegorz Lato     | Polsko           | Stal Mielec              | 16   |
| 7      | Gerd Müller       | Západní Německo  | Bayern Mnichov           | 14   |
| 8      | Robert Gadocha    | Polsko           | Legia Varšava            | 11   |
| 9      | Billy Bremner     | Skotsko          | Leeds United             | 9    |
| 10     | Ralf Edström      | Švédsko          | PSV Eindhoven            | 4    |
|        | Berti Vogts       | Západní Německo  | Borussia Mönchengladbach | 4    |
|        | Jürgen Sparwasser | Východní Německo | 1. FC Magdeburg          | 4    |
| 13     | Jan Tomaszewski   | Polsko           | ŁKS Łódź                 | 3    |
|        | Ronnie Hellström  | Švédsko          | 1. FC Kaiserslautern     | 3    |
| 15.    | José Altafini     | Itálie           | Juventus Turín           | 2    |
|        | Jerzy Gorgoń      | Polsko           | Górnik Zabrze            | 2    |
|        | Christo Bonev     | Bulharsko        | Lokomotiv Plovdiv        | 2    |
|        | Sepp Maier        | Západní Německo  | Bayern Mnichov           | 2    |
| 19     | Oleg Blochin      | SSSR             | Dynamo Kyjev             | 1    |
|        | Rainer Bonhof     | Západní Německo  | Borussia Mönchengladbach | 1    |
|        | Jean-Marc Guillou | Francie          | Angers SCO               | 1    |
|        | Uli Hoeneß        | Západní Německo  | Bayern Mnichov           | 1    |
|        | Branko Oblak      | Jugoslávie       | Hajduk Split             | 1    |